# Prisión de Sednaya
La prisión de Sednaya (en árabe: سجن صيدنايا‎, romanizado: Sijn Ṣaydnāyā) era una prisión militar cerca de Damasco en Siria, operada por el régimen dictatorial de Bashar al-Ásad. La prisión se ha utilizado para confinar a miles de prisioneros, tanto civiles detenidos como rebeldes antigubernamentales.
Esta prisión, apodada como el "Matadero Humano" (en árabe: المسلخ البشري‎), cobró la vida de unas 13 000 personas entre opositores sirios, civiles, rebeldes o yihadistas. Amnistía Internacional estimó en febrero de 2017 "que entre 5000 y 13 000 personas fueron ejecutadas extrajudicialmente en Sednaya entre septiembre de 2011 y diciembre de 2015". Según el Departamento de Estado de EE. UU., se construyó un crematorio con el objetivo de ocultar las pruebas de los miles de asesinados en la prisión.
En general, las organizaciones de derechos humanos han identificado más de 27 prisiones y centros de detención administrados por el régimen de Assad en todo el país donde los detenidos eran torturados y asesinados de forma rutinaria. Un desertor de las fuentes de Assad sacó de contrabando decenas de miles de fotografías de estas cárceles, mostrando los cuerpos de aquellos que habían sido asesinados. El desertor declaró que había fotografiado personalmente a los muertos y que existían archivos de más de mil fotografías de otras víctimas.
Un ex recluso de la prisión detenido por participar en una protesta pacífica no violenta dijo a Amnistía Internacional que en Sednaya los prisioneros se vieron obligados a elegir entre morir ellos mismos o matar a uno de sus parientes o amigos. El ex recluso también afirmó que en la primera prisión en la que estaba, los presos también fueron forzados al canibalismo, pero esa prisión era "celestial" en comparación con la prisión de Sednaya. Según el antiguo recluso, la otra prisión (Rama 215) era "para interrogar" (incluso a través de torturas), pero una vez hecho esto, te trasladaban a Sednaya "para morir".
El secretario de Estado adjunto interino de los Estados Unidos para Oriente Medio, Stuart E. Jones, declaró que hasta 50 prisioneros por día estaban siendo asesinados en ahorcamientos masivos. Jones declaró: "Aunque las muchas atrocidades del régimen están bien documentadas, creemos que la construcción de un crematorio es un esfuerzo por encubrir el alcance de los asesinatos en masa que tienen lugar en la prisión de Sadnaya".

## Sobre la prisión
Situada a 30 kilómetros (19 millas) al norte de la capital siria, Damasco, la Prisión Militar de Sadnaya es conocida por sus torturas contra personas sospechosas de oponerse a la Dictadura de Bashar al-Ásad.Hay diferentes grupos sociales que están en riesgo. Estos pueden ser grupos de trabajadores, empresarios, estudiantes, blogueros, profesores universitarios, abogados, doctores, activistas que defienden los derechos de grupos minoritarios, personas que ayudan a sus vecinos o periodistas. Los detenidos pueden ser hombres, mujeres o incluso niños.
La prisión consta de dos edificios con un total de 10 000-20 000 detenidos y está bajo la jurisdicción del Ministro de Defensa mientras sea operado por la Policía Militar. Por lo general, los detenidos han pasado meses o años detenidos en otro lugar antes de ser trasladados a Sednaya. No fue hasta después de la crisis de 2011 cuando esto comenzó a suceder. La forma en que los detenidos están siendo trasladados a este centro ha sido reconocida y criticada internacionalmente, principalmente por Amnistía Internacional. Las transferencias suelen tener lugar después de celebrar juicios injustos en un tribunal militar secreto. En entrevistas con Amnistía, los prisioneros describieron los juicios como una farsa por una duración de solo uno a tres minutos. Si bien a algunos prisioneros se les diría que estaban siendo transferidos a una prisión civil cuando en su lugar serían ejecutados, otros detenidos ni siquiera pueden ver a un juez.

## Juicios injustos reconocidos
El sirio Mus'ab al-Hariri pertenecía a la organización prohibida, la Hermandad Musulmana, y vivió en el exilio en Arabia Saudita hasta su regreso a Siria en 2002 con su madre. Le preocupaba que su regreso causaría problemas a su hijo debido a su posición política, pero la Embajada de Siria en Arabia Saudita le había asegurado que esto no sucedería. Sin embargo, poco después del regreso de al-Hariri, fue condenado por las fuerzas de seguridad sirias el 24 de julio de 2002. En el momento del arresto, solo tenía 14 años. Aunque el Grupo de Trabajo de la ONU sobre Detenciones Arbitrarias anunció que la detención de al-Hariri era arbitraria, las autoridades no dieron ningún paso para modificar su situación. El Grupo de Trabajo de la ONU basó su anuncio en su evaluación de que no recibió un juicio justo. Cuatro cuestiones principales que se plantearon fueron su corta edad cuando fue arrestado, que estuvo aislado durante más de dos años, según los informes torturado y condenado por el SSSC (Tribunal Supremo de Seguridad del Estado) en junio de 2005 a seis años de prisión. a pesar de no tener evidencia sustancial Todo lo que SSSC sabía era que al-Hariri pertenecía a la Hermandad Musulmana prohibida. 
El Comité de Derechos Humanos de Siria informó en 2004 sobre personas arrestadas el mismo año por razones políticas. Ofrecer a los presuntos individuos defensores de los derechos humanos y abogados no era evidenente y, como en el caso de Mus'ab al-Hariri, cientos de prisioneros permanecieron detenidos durante mucho tiempo sin juicio o siguiendo sentencias impuestas tras juicios injustos. También se informó que no se respetó el mal estado de salud de los prisioneros y que estos aún se mantenían en condiciones rigurosas.

## Masacre de 2008
Según el Comité Sirio de Derechos Humanos, la policía militar siria cambió todas las cerraduras de las celdas de la prisión la noche del 4 de julio de 2008. Un día después se inició una operación de búsqueda en todos los recintos penitenciarios, donde los guardias de seguridad pisotearon las copias del Corán. El acto desencadenó la furia entre los detenidos islamistas que se apresuraron a recoger las copias del Corán. Los guardias abrieron fuego y mataron a nueve de los prisioneros. Entre los nueve prisioneros asesinados, pudieron identificar a ocho de ellos, entre ellos: Zakaria Affash, Mohammed Mahareesh, Abdulbaqi Khattab, Ahmed Shalaq, Khalid Bilal, Mo'aid Al-Ali, Mohannad Al-Omar y Khader Alloush. Se han informado enfrentamientos después de este incidente, donde el número total de víctimas llegó a 25 detenidos. Sin embargo, el comité no pudo determinar su identidad. 

## Otros abusos
La masacre de la prisión de Sednaya no fue el único incidente de abusos contra los derechos humanos en la historia de la prisión. Otros ejemplos van desde testimonios particulares de personas que han estado encarceladas en Sednaya hasta fugas organizadas e investigaciones realizadas sobre el tema. Omar al-Shogre, un adolescente sirio, testificó que pasó por 11 cárceles sirias durante sus varios años de prisión. Sednaya fue el último. Él describió los eventos en Sednaya como comenzando con una "fiesta de bienvenida" durante la cual los nuevos presos fueron golpeados con "partes metálicas de un tanque". En el caso de Shogre, un oficial golpeó a diez reclusos recién llegados. Él declara que "durante 15 días [él] no pudo abrir [sus] ojos o levantarse". Después de un mes en Sednaya, Shogre fue llevado a juicio bajo las acusaciones de terrorismo. La prueba, dice, duró 5 segundos. Contrajo tuberculosis allí y fue testigo de lo que él cree que es una ocurrencia de "sustracción de órganos". Sednaya había salido a la luz pública cuando el informe de los detenidos sirios de 2014.

## Caída del régimen de al-Ásad
A raíz de la caída de Damasco en manos de los opositores sirios en diciembre de 2024, la cual produjo la consecuente desintegración del gobierno de Bashar al-Ásad, la cárcel fue tomada por las fuerzas rebeldes, quienes liberaron a los detenidos que se encontraban allí. Con el propósito de documentar y evidenciar de manera precisa la situación existente en el interior del recinto, se concedió acceso a la Defensa Civil Siria, con la finalidad de que esta entidad proporcione asistencia a los reclusos y lleve a cabo la grabación y fotografía de las condiciones en las que se encontraban al momento de su liberación. Además, se busca asegurar la preservación de evidencia pertinente que permita determinar responsabilidades a futuro.